# 地捫食品
德尔蒙食品（Del Monte Foods）是總部位於美國加利福尼亚州旧金山著名食品製造及經銷公司。其品牌包括罐頭水果的「德尔蒙」（Del Monte）、「特別好」（S&W）及「Contadina」，寵物食品的「Kibbles n' Bits」、「9Lives」、「Pounce」、「Milk-Bone」，罐頭鮪魚的「StarKist Tuna」及其他食品品牌。現時由科尔伯格－克拉维斯－罗伯茨、Vestar Capital Partners，以及Centerview Partners管理。

## 歷史
十九世紀的70年代到80年代，加州成為水果及蔬菜的主要產地。1899年加州最大的18家罐頭製造商合併組成「加州水果罐頭業協會」（California Fruit Canners Association，簡稱CFCA）。1916年「CFCA」再引入兩家罐頭製造商及一家食品經紀行，註冊組成「加州包裝公司」（California Packing Corporation，簡稱Calpak），開始以「地捫」品牌銷售產品。新公司逐步擴展到超過60家罐頭製造商，部分位於加州以外的华盛顿、俄勒冈、愛達荷、犹他，甚至遠到阿拉斯加。於1917年購入位於夏威夷的菠蘿田及其附屬罐頭廠。及至上世紀20年代再擴展版圖，加添佛罗里达及中西部的罐頭製造商，同時亦到菲律宾開展事業。在第二次世界大戰後，公司在海外購入或興建更多的生產設施，跨國營運的模式使到「加州包裝公司」這個公司名稱顯得過時，於1967年更名為「地捫公司」（Del Monte Corporation ）。 
1979年總部位於旧金山的「地捫」併入「雷諾實業公司」（R.J. Reynolds Industries, Inc.，後來的「雷諾-納比斯科公司」）。10年後，由於「雷諾-納比斯科公司」（RJR Nabisco）實施杠杆收購，最初的「地捫公司」解體為五家公司，並被出售以清償債務，首先將鮮果部門更名為「新鲜德尔蒙农产品」（Fresh Del Monte Produce）出售；雖然不再是「地捫食品」成員，「新鮮地捫農產品」仍然繼續以「地捫」品牌銷售菠蘿、香蕉及其他產品。「雷諾-納比斯科」於1989年將餘下的食品製造部門更名為「地捫食品」（Del Monte Foods）出售給私人投資者，「地捫食品」於1999年再次成為上市公司。2002年「地捫食品」以換股形式從美國食品業巨人「亨氏食品公司」購入數個品牌，「亨氏」獲得74.5%「地捫食品」的股份，原有股東只佔25.5%，「地捫食品」市值增長幾乎三倍。
2006年4月「地捫食品」將湯及嬰兒食品業務賣給「灣谷食品」（Bay Valley Foods）。同年5月購入「Meow Mix」貓糧，最近再從「卡夫食品」手上取得「Milk-Bone」狗零食。原本預計2008年才關閉的夏威夷果園於2006年11月18日正式結束，導致550名工人失業及留下一整片受嚴重污染的廢棄土壤留待「超級基金法案」（Comprehensive Environmental Response, Compensation, and Liability Act，俗稱Superfund）處理。
受到2007年美国宠物食品污染事件影響，「地捫食品」宣布在美國全國回收部分品牌的寵物食品。
2013年10月11日菲律賓的Del Monte Pacific以16.8億美元（約130億港元），收購美國地捫食品（Del Monte Foods）旗下罐裝食品業務，其中包括Contadina、S&W及College Inn品牌。Del Monte Pacific計劃藉此拓展美國業務。
地捫品牌原於1892年在加州創立，及至上世紀90年代分開為兩間公司；Del Monte Pacific被NutriAsia Pacific持有80%，該公司由Campos家族持有，根據福布斯，Campos家族為菲律賓第18大富豪家族，身家達9億美元。2011年位於美國的地捫食品被私有化，而該公司的消費產品銷售近年成績麻麻。
2025年7月1日（週二），地捫公司宣布自願進入破產保護程序，正在尋找買家。

## 市場
「地捫」品牌以授權形式行銷全世界，「地捫食品」自己持有北美洲（加拿大除外）及中南美洲的品牌銷售權。「卡夫食品」（Kraft Foods）在加拿大銷售果汁飲品，「CanGro」（Cangro Foods）手執罐頭食品，而雀巢公司則持有急凍零食。「新鮮地捫農產品」獲得歐洲、非洲及中東地區的品牌銷售權。「地捫亞洲」（Del Monte Asia）持有品牌在亞洲（菲律賓及印度次大陸除外）及大洋洲的銷售權，「地捫亞洲」是的附屬公司。最後「地捫太平洋」（Del Monte Pacific）持有菲律賓及印度次大陸的品牌銷售權。所有公司獲得「地捫食品」授權使用「地捫」品牌在其地區內銷售授權產品，各家公司互相交易不同的產品，「地捫亞洲」在泰國擁有果園，「地捫太平洋」是全球最大的菠蘿種植者，則在菲律賓大量種植，而「地捫食品」在夏威夷的果園已關閉。

### 香港
於2011年開始由領盛國際有限公司獨家代理「地捫食品」的銷售。

## 流行文化
- 1980年代「地捫」推出的代表性廣告中的標示句：『由「地捫」來的人他說是』（The Man from Del Monte he says YES ），這名「地捫人」由英國演員白賴仁·積臣（Brian Jackson）扮演。
- 在爱尔兰的北愛問題時期，联合主义者的政治口號為：『北愛說不！』（Ulster says no!），被民族主义者戲謔地加上：『……由「地捫」來的人他說是。』，當時正值「地捫」推行這個廣告的時間。
- 中賓斯先生（Mr. Burns）聘請刺客暗殺老爹（Grandpa Simpson），將一張老爹正在吃「地捫」罐頭青荳的照片交給刺客。刺客評論說：『呀，「地捫」。老頭子享用吧，這將是最後一罐！』
- 電影中（Mark Wahlberg）飾演的包伯·李·史瓦格（Bob Lee Swagger）用.50步枪射擊一罐「地捫」燜牛肉作為練習身手。

## 環保衝擊
2004年《匹茲堡郵報》（Pittsburgh Post-Gazette）一篇報導：
……現時在最高排放者名單中亦包括位於北方市（Northside）的「地捫食品」廠房（前屬亨氏）、 位於 Bellefield 的鍋爐廠及位於 Jefferson Hills 生產汽車擋風玻璃的 Guardian Industries Corp.。卫生部正與「地捫食品」商討一份協議以限制其位於北方市廠房燒煤鍋爐排放煤灰及二氧化硫……
「地捫食品」承諾在製造過程中不使用含有基因改造成份的原料。